# Teflon Brothers
Teflon Brothers sind eine finnische Hip-Hop-Gruppierung aus Helsinki, die 2006 gegründet wurde.

## Geschichte
2006 veröffentlichten die Teflon Brothers ihre erste Single Matkal kotiin (deutsch: Heimreise).
Ihr Debütalbum T erschien 2009 bei Monsp Records, einem finnischen Musiklabel, dessen Schwerpunkt Hip-Hop und Rapmusik ist. Das Album parodiert sowohl den Mainstream-Rap als auch den Underground Rap. Das Album stieg auf Platz 26 der finnischen Musikcharts ein.
2010 erschien das Album ©, das wie das vorherige Album auf Platz 26 der Charts stieg. Das Hip-Hop-Trio kam 2014 auf die Idee, einen Platz in ihrer Band online zu versteigern. Für 50.000 Euro kaufte sich der professionelle Pokerspieler Ilari Sahamies in die Band ein. Die erste gemeinsame Single bedeutete die zweite Nummer-eins-Platzierung für die Band.
Im Mai 2016 veröffentlichten Teflon Brothers ein Video, in dem angekündigt wurde, den Namen in Mynthon Brothers zu ändern. Begründet wurde dies damit, dass bei einigen Musikern „eindeutig eine Zusammenarbeit mit Schokoriegelmarken“ bestehe. Als Beispiel nannten sie Bruno Mars und Snoop Lion. Das Video war ein Werbevideo für Mynthon, einem Schokoladen-Hersteller.
2017 veröffentlichte die Band ihr Album Circus. Die im Voraus ausgekoppelten Singles wurden bereits vor der offiziellen Veröffentlichung mehr als 40 Millionen Mal gestreamt, weshalb es das erste Album war, das bereits vor seinem Veröffentlichungstermin die doppelte Platin-Schallplatte bekommen hat.
Im Januar 2021 gab die öffentlich-rechtliche Rundfunkanstalt Yleisradio bekannt, dass die Teflon Brothers zusammen mit Pandora mit dem Beitrag I Love You am Uuden Musiikin Kilpailu 2021, dem finnischen Vorentscheid für den Eurovision Song Contest 2021, antreten werden.

## Diskografie

### Alben
| Jahr | Titel                          | Höchstplatzierung, Gesamtwochen, AuszeichnungChartsChartplatzierungen (Jahr, Titel, Platzierungen, Wochen, Auszeichnungen, Anmerkungen) | Anmerkungen                            |
| Jahr | Titel                          | FI | Anmerkungen                            |
| ---- | ------------------------------ | --- | -------------------------------------- |
| 2009 | T                              | FI26 (1 Wo.)FI |                                        |
| 2010 | ©                              | FI26 (1 Wo.)FI |                                        |
| 2013 | Valkoisten dyynien ratsastajat | FI6 (3 Wo.)FI |                                        |
| 2014 | Isänpäivä                      | FI23 (14 Wo.)FI | Erstveröffentlichung: 7. November 2014 |
| 2017 | Circus                         | FI4 ×2Doppelplatin · (283 Wo.)FI | Erstveröffentlichung: 12. Mai 2017     |
| 2021 | Loppuunmyyty                   | FI5 (19 Wo.)FI | Erstveröffentlichung: 25. Juni 2021    |

### Singles
| Jahr | Titel Album                                    | Höchstplatzierung, Gesamtwochen, AuszeichnungChartsChartplatzierungen (Jahr, Titel, Album, Platzierungen, Wochen, Auszeichnungen, Anmerkungen) | Anmerkungen                                                             |
| Jahr | Titel Album                                    | FI | Anmerkungen                                                             |
| ---- | ---------------------------------------------- | --- | ----------------------------------------------------------------------- |
| 2013 | Seksikkäin jäbä Valkoisten dyynien ratsastajat | FI3 (15 Wo.)FI | feat. Stig & Meiju Suvas                                                |
| 2014 | Kendo Anthem Isänpäivä                         | FI3 (9 Wo.)FI |                                                                         |
| 2014 | Maradona (Kesä '86) Isänpäivä                  | FI1 (12 Wo.)FI |                                                                         |
| 2015 | Pämppää Circus                                 | FI1 (17 Wo.)FI | Erstveröffentlichung: 26. April 2015 feat. Sahamies                     |
| 2015 | Ay Ay Ay Circus                                | FI3 (7 Wo.)FI | feat. Tango-Teemu                                                       |
| 2015 | Juusto Katolle Circus                          | FI3 (9 Wo.)FI | Erstveröffentlichung: 20. November 2015 feat. Setä Tamu                 |
| 2016 | Lähiöunelmii Circus                            | FI3 (8 Wo.)FI | feat. Mariska                                                           |
| 2016 | Hubba Bubba Circus                             | FI2 (11 Wo.)FI | feat. Ressu Redford & Heavyweight                                       |
| 2016 | Rio Ohoi! Circus                               | FI20 (2 Wo.)FI | feat. Ollie                                                             |
| 2016 | Siivet Circus                                  | FI14 (3 Wo.)FI | Siivet                                                                  |
| 2017 | Arvon leidit Circus                            | FI16 (4 Wo.)FI | Erstveröffentlichung: 17. März 2017                                     |
| 2017 | Sit mennään Circus                             | FI7 (5 Wo.)FI |                                                                         |
| 2017 | Manteli –                                      | FI5 (8 Wo.)FI | Erstveröffentlichung: 17. November 2017 mit Spekti & Petri Nygård       |
| 2018 | Maradona (En Español) –                        | FI19 (1 Wo.)FI | Erstveröffentlichung: 11. Juni 2018                                     |
| 2018 | Perutaan häät –                                | FI3 (6 Wo.)FI | Erstveröffentlichung: 21. September 2018                                |
| 2018 | Kuka antais pukille? –                         | FI3 (4 Wo.)FI | Erstveröffentlichung: 21. November 2018 mit Spekti & Petri Nygård       |
| 2018 | Harmaa rinne Loppuunmyyty                      | FI1 (10 Wo.)FI | Erstveröffentlichung: 31. Dezember 2018                                 |
| 2019 | Marijuana –                                    | FI9 (1 Wo.)FI | Erstveröffentlichung: 20. April 2019 feat. Stereo                       |
| 2019 | Juhannussimaa Loppuunmyyty                     | FI3 (3 Wo.)FI | Erstveröffentlichung: 7. Juni 2019                                      |
| 2019 | Tee mulle joulu –                              | FI6 (3 Wo.)FI | Erstveröffentlichung: 15. November 2019 mit Spekti & Petri Nygård       |
| 2021 | I Love You –                                   | FI2 (12 Wo.)FI | Erstveröffentlichung: 14. Januar 2021 mit Pandora                       |
| 2021 | Ilmastonmuutos Loppuunmyyty                    | FI9 (3 Wo.)FI | Erstveröffentlichung: 11. Juni 2021 mit Emma Gun                        |
| 2021 | Munatoti –                                     | FI12 (1 Wo.)FI | Erstveröffentlichung: 18. November 2021 mit Spekti & Petri Nygård       |
| 2021 | Just Do It –                                   | FI10 (1 Wo.)FI | Erstveröffentlichung: 31. Dezember 2021 mit DJ Oku Luukkainen & Günther |
| 2022 | Eesti (On My Mind) –                           | FI11 (5 Wo.)FI | Erstveröffentlichung: 3. Mai 2022                                       |
| 2022 | Nautin elämästä Dynastia                       | FI5 (9 Wo.)FI | Erstveröffentlichung: 22. Juni 2022 mit Portion Boys                    |
| 2023 | Myrskyn Jälkeen –                              | FI23 (4 Wo.)FI | Erstveröffentlichung: 14. April 2023 mit Poju                           |

Weitere Singles
- 2006: Matkal kotiin
- 2009: Vexi oli velkaa
- 2009: Viimeinen puritaani
- 2011: Erkkaa lapaan
- 2012: Poimunopeus
- 2012: Lähestymiskieloja

### Gastbeiträge
| Jahr | Titel Album    | Höchstplatzierung, Gesamtwochen, AuszeichnungChartsChartplatzierungen (Jahr, Titel, Album, Platzierungen, Wochen, Auszeichnungen, Anmerkungen) | Anmerkungen                                                               |
| Jahr | Titel Album    | FI | Anmerkungen                                                               |
| ---- | -------------- | --- | ------------------------------------------------------------------------- |
| 2016 | Juha88 Ufoja   | FI2 (10 Wo.)FI | Vilma Alina feat. Teflon Brothers                                         |
| 2019 | Tytöt tykkää – | FI5 (2 Wo.)FI | Erstveröffentlichung: 23. August 2019 Tuure Boelius feat. Teflon Brothers |
| 2020 | Bakara –       | FI3 (7 Wo.)FI | Erstveröffentlichung: 29. Mai 2020 Tinze feat. Teflon Brothers & F        |